# پوزه کوه
پوزه کوه، روستایی است از توابع بخش شهداد شهرستان کرمان در استان کرمان ایران.

## جمعیت
این روستا در دهستان سیرچ قرار داشته و براساس آخرین سرشماری مرکز آمار ایران که در سال ۱۳۸۵ صورت گرفته، جمعیت آن ۳۲نفر (۸خانوار) بوده‌است.